# Arc de Campanus
Vous lisez un « bon article » labellisé en 2024.
L'arc de Campanus est un monument antique situé dans la commune française d'Aix-les-Bains dans le département de la Savoie en région Auvergne-Rhône-Alpes. Dans la géographie administrative romaine, Aquae (Aix-les-Bains) se trouve dans la cité de Vienne, en territoire allobroge.
Ses dimensions, et notamment sa très faible épaisseur (0,75 m), en font un édifice particulier. Monument funéraire ou arc monumental dédié à la mémoire d'une famille de notables et faisant office de porte, il est construit sous le Haut-Empire romain au Ier ou au IIe siècle. Le dédicant de cet arc porte le nom romain de Lucius Pompeius Campanus, et c'est son cognomen qui est à l'origine de la dénomination usuelle du monument. L'arc porte également quatorze cartouches de dédicaces à des membres de la famille des Pompeii, dont une partie seulement a pu être déchiffrée avec certitude.
L'arc de Campanus se dresse dans le centre historique de la ville moderne d'Aix-les-Bains, à proximité des deux autres monuments antiques connus dans la ville, le temple de Diane et les thermes. Son intégration à d'autres constructions, dès le Moyen Âge, contribue sans doute à le préserver. Il fait l'objet d’un classement au titre des monuments historiques depuis le 7 août 1890.

## Contexte historique et topographique

Plan schématique de la place Maurice-Mollard en 2015.

Les premières occupations romaines à Aix-les-Bains (Aquae) semblent remonter à la seconde moitié du Ier siècle, avec un aménagement sommaire de deux sources thermales chaudes. La ville est rattachée administrativement à la cité de Vienne. La proximité du lac du Bourget permet au site de bénéficier d'un microclimat clément favorable à une implantation humaine durable.
Plusieurs documents épigraphiques mentionnent les vicani (habitants du vicus) d'Aquae ; la réalité géographique et administrative que recouvre ce terme est difficile à appréhender. À la lumière des plus récents travaux, il apparaît douteux de voir dans Aquae une agglomération antique urbaine, pourvue d'un centre monumental comprenant les thermes, le temple de Diane et l'arc de Campanus. La topographie du site, qui présente un important dénivelé (près de dix mètres entre la base du podium du temple et le niveau de circulation autour des bassins des thermes antiques partiellement intégrés aux bâtiments des thermes nationaux modernes), s'y prête mal et l'interprétation de l'arc comme monument funéraire en centre ville est difficilement compatible avec ce statut.

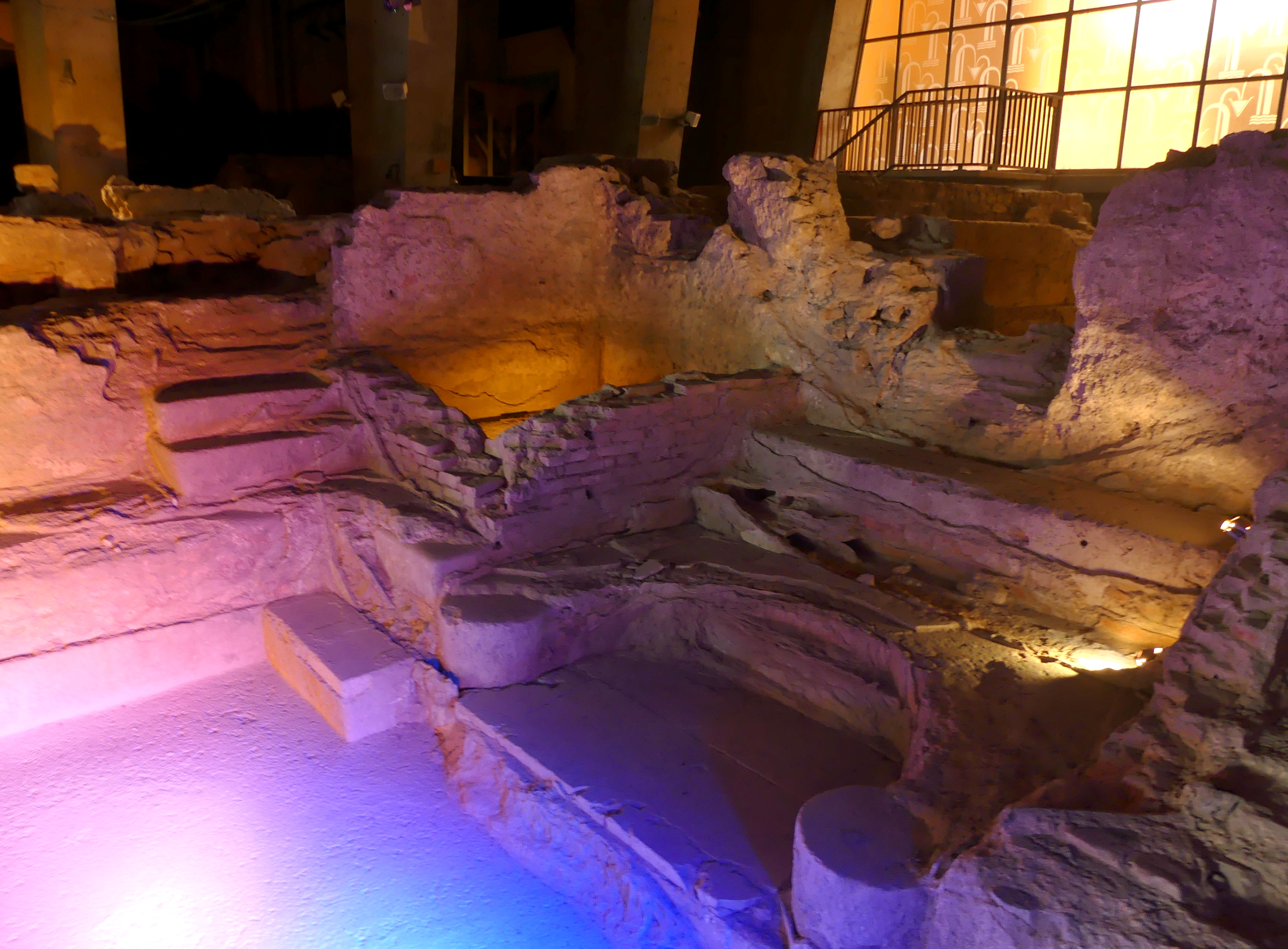
Vestiges des thermes.

Plus vraisemblablement, et à l'image d'Aix-en-Provence, le site d'Aix-les-Bains se compose d'abord d'une agglomération rurale assez peu structurée géographiquement, habitée par des paysans-propriétaires (possessores) élisant un conseil de decemlicti chargé d'administrer la ville. L'épigraphie suggère que l'activité de ces paysans est essentiellement tournée vers l'agropastoralisme.
À côté de ce bourg agricole, dont l'implantation demeure encore inconnue, et sans lien clairement établi avec lui, s'est développé un ensemble composé de thermes fréquentés par l'aristocratie locale qui y vient en cure et dont certaines familles investissent dans la construction et le financement des travaux d'entretien et qui, en retour, perçoivent peut-être des revenus sur l'exploitation des thermes. Ce sont également ces familles qui font construire à proximité des thermes des monuments funéraires, le mausolée-temple de Diane et l'arc de Campanus.
Dans la géographie moderne d'Aix-les-Bains, l'arc de Campanus est situé devant les thermes Pellegrini, entre la place des Thermes et la place Maurice-Mollard, dans l'angle nord-est de laquelle il se dresse.

## Chronologie, mentions historiques et études
Cet arc est probablement érigé sous la dynastie des Antonins, à la fin du Ier ou dans le courant du IIe siècle, par Lucius Pompeius Campanus, sans doute un riche notable allobroge romanisé de la cité de Vienne (dont dépendait alors Aquae). À la même époque, le temple de Diane est construit et les thermes sont réaménagés. La sobriété du décor de ces édifices les rapproche des monuments construits dans la même période sur le forum de Rome. Toutefois, et en se basant sur l'interprétation des dédicaces de l'arc, l'historien Jean Prieur en envisageait la construction dans le dernier quart du Ier siècle av. J.-C. alors qu'Adolphe Joanne, en 1882, en fait un monument du Bas-Empire romain (IVe ou Ve siècle).
Il n'est conservé aucune mention de l'arc dans les textes du Moyen Âge. À l'issue d'un voyage fait à Aix vers 1535, Aymar du Rivail semble être le premier à livrer une description de ce qu'il pense être un arc de triomphe célébrant une victoire militaire romaine. Dans le courant du même siècle, l'arc devient l'entrée de la salle de justice de la ville, son caractère monumental marquant la solennité du lieu ; aux siècles suivants, il est intégré dans le mur d'une écurie, s'enterre peu à peu, et il est sauvé de la destruction en 1822 lors de la démolition de ce bâtiment.

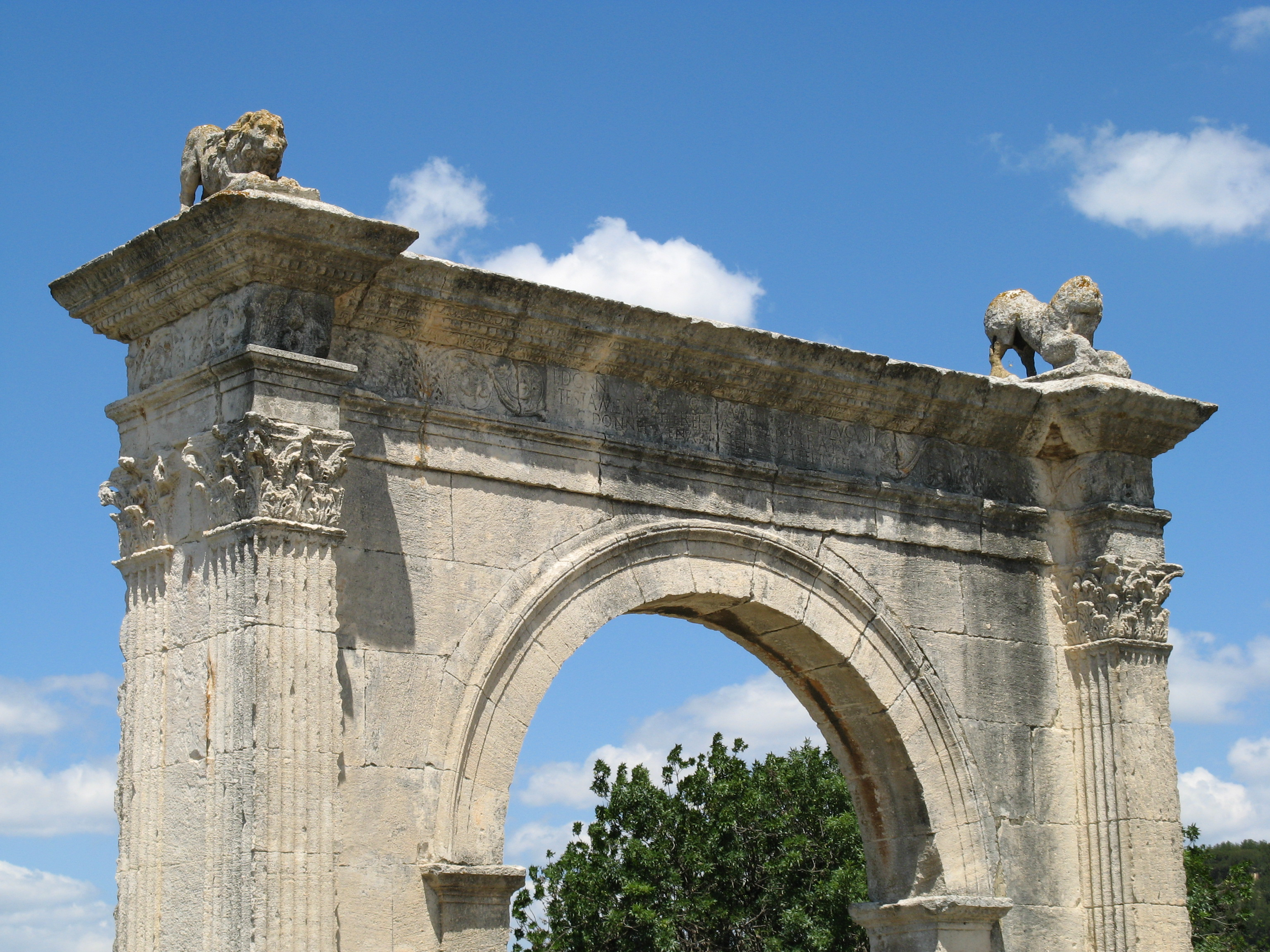
Un arc du pont Flavien de Saint-Chamas.

En 1867, l'hôtel dans la cour duquel il se trouve est abattu ; les abords du monument sont ainsi entièrement dégagés. Il est acheté par l'État un an plus tard ; il est classé monument historique par arrêté du 7 août 1890. Son architecture et son épigraphie font l'objet de multiples études, dont celle réalisée par François de Mouxy de Loche à la fin du XIXe siècle est la première à être aussi complète.
En 1996, l'archéologue allemande Annette Küpper-Böhm conclut à l'absence de rôle funéraire pour l'arc en raison de son emplacement par rapport aux autres vestiges antiques de la ville ; elle en fait une porte monumentale comparable à d'autres monuments de la Gaule narbonnaise, comme les arches édifiées aux deux extrémités du pont Flavien à Saint-Chamas. Le monument marque, selon elle, le passage symbolique de l'intérieur de la ville avec le temple de Diane vers l'extérieur avec les thermes.
Au début des années 2000, Philippe Leveau ré-examine, à la lumière des résultats des fouilles du parking de l'hôtel de ville réalisées à la fin des années 1980, l'ensemble des données relatives aux monuments antiques d'Aix-les-Bains. Il est alors amené à formuler de nouvelles hypothèses sur la structure et la vocation de l'agglomération antique d'Aix-les-Bains, ainsi que sur la destination de ses monuments, dont l'arc de Campanus,.

## Description

### Architecture
La base de l'arc se situe à l'altitude de 265 m. Le monument lui-même, au XXIe siècle, mesure 9,15 m de haut et 7,10 m de large, mais seulement 0,75 m d'épaisseur. L'unique ouverture est une arcade en plein cintre de 6 × 3,50 m, sous laquelle est aménagé un passage dallé creusé d'ornières laissées par les roues des véhicules qui le franchissaient. Cette arcade est encadrée par deux pilastres constituant les coins du monument.
Au-dessus de l'arcade d'ouverture prennent place un entablement avec architrave et, côté occidental, une frise de huit niches alternativement à fond plat et en cul-de-four, disposées symétriquement par rapport à l'axe du monument. Elles sont très peu profondes (6 à 7 cm) et leur base est inclinée, ce qui ne permet pas, contrairement aux hypothèses les plus anciennement formulées, d'y loger en équilibre des statuettes représentant les morts que l'on veut honorer ou les urnes funéraires contenant leurs cendres ; il est plus vraisemblable d'y voir l'équivalent des fenêtres éclairant la galerie supérieure dans les portes des grandes enceintes urbaines.
Un troisième niveau est constitué d'une corniche rappelant celle de la façade occidentale du temple de Diane et d'un attique, mais l'ensemble est assez détérioré. Ce mauvais état de conservation ne permet pas de statuer sur l'hypothèse émise par Jean Prieur selon laquelle des bustes commémoratifs auraient pris place sur l'attique. Les plus anciennes représentations de l'arc montrent que les pilastres encadrant l'ouverture de l'arc s'élevaient jusqu'au niveau de l'attique.
Le monument est construit en blocs de calcaire en grand appareil, assemblés à joints vifs sans mortier. La pierre utilisée pour son édification semble provenir de carrières situées à Franclens (Haute-Savoie) et à Surjoux (Ain). Dite « pierre de Seyssel », elle est blanche, fine et réservée à des utilisations nobles. La décoration de l'arc fait appel à l'ordre toscan.

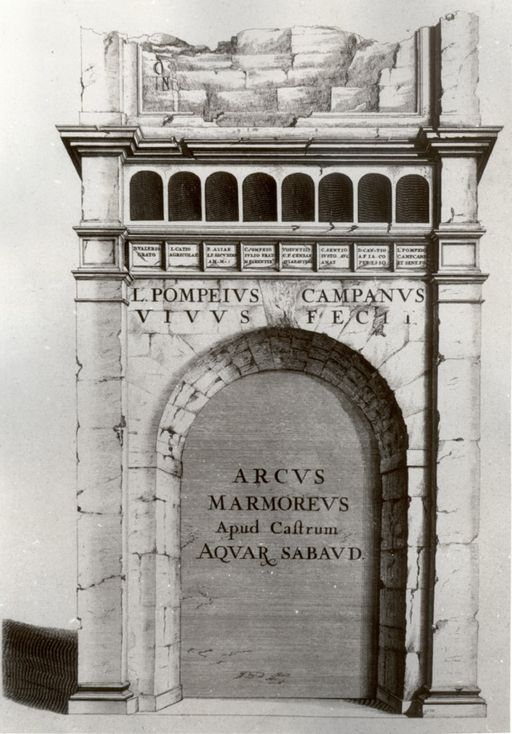
Dessin de Giovanni Borgonio (1674)[14].
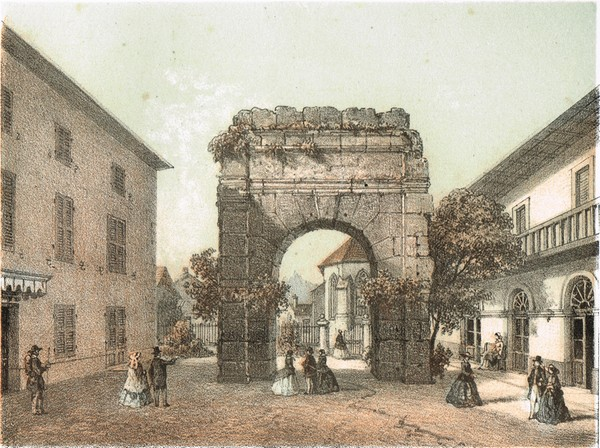
Lithographie d'Auguste Deroy (vers 1850).
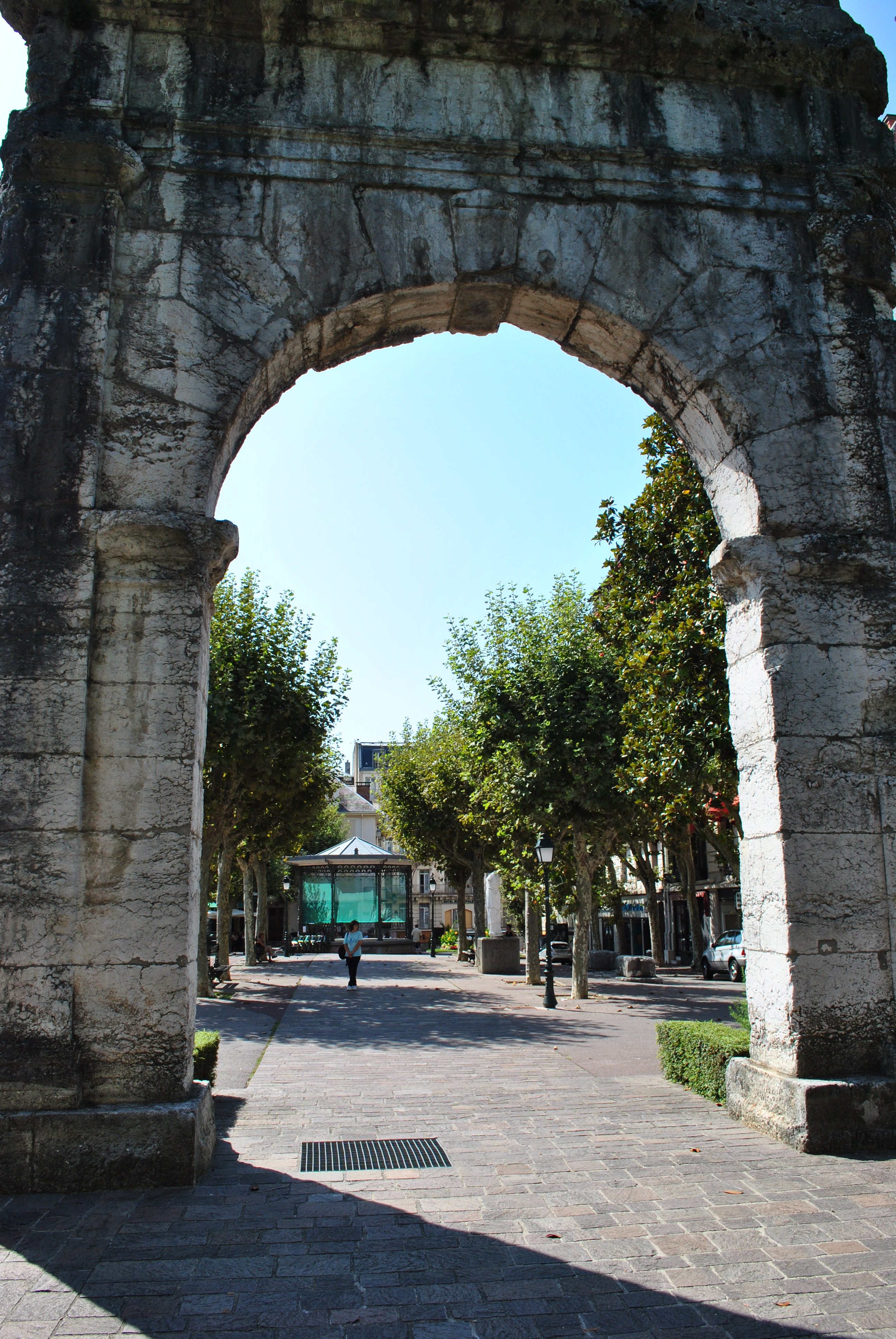
Face orientale.
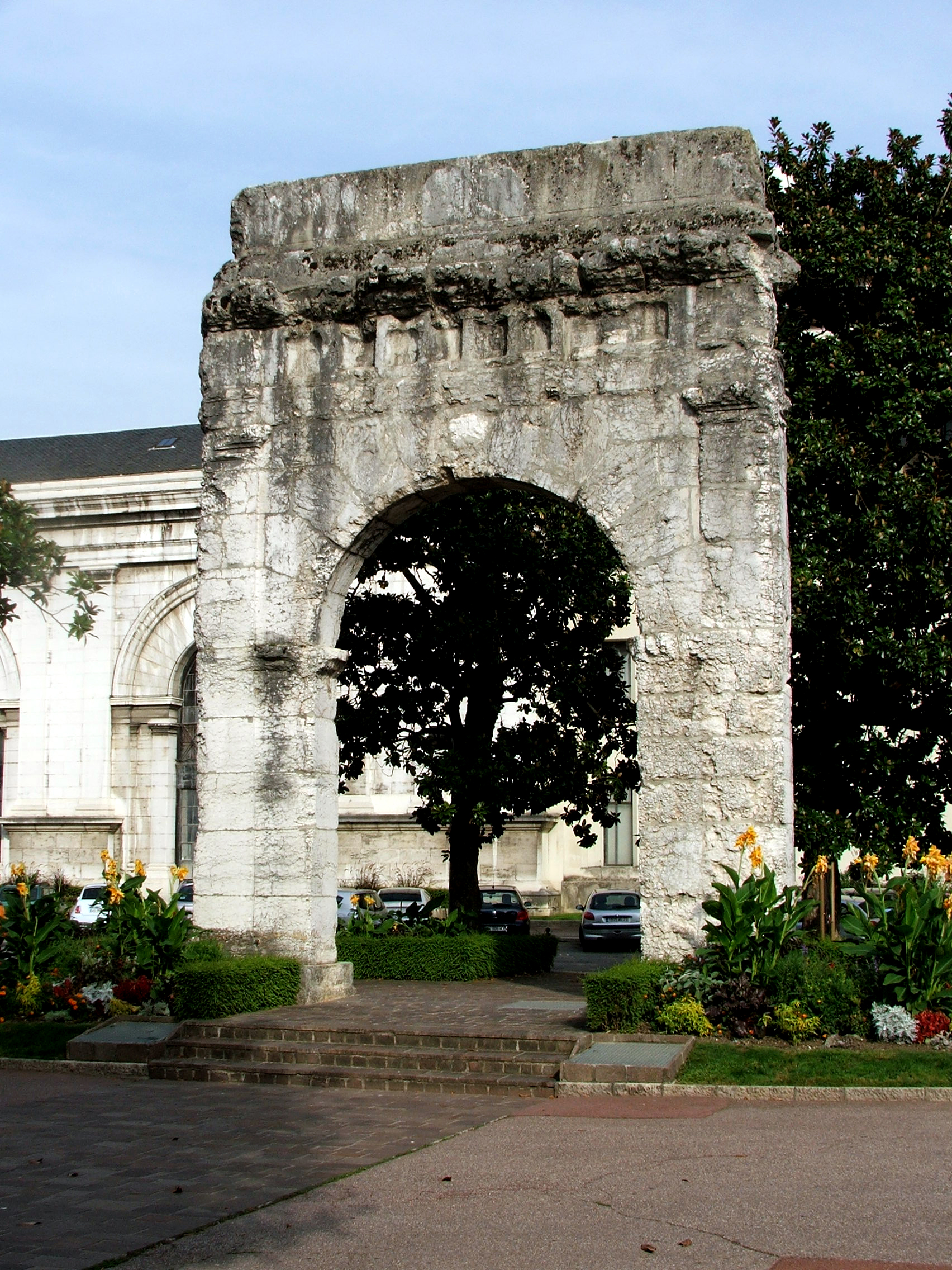
Face occidentale.
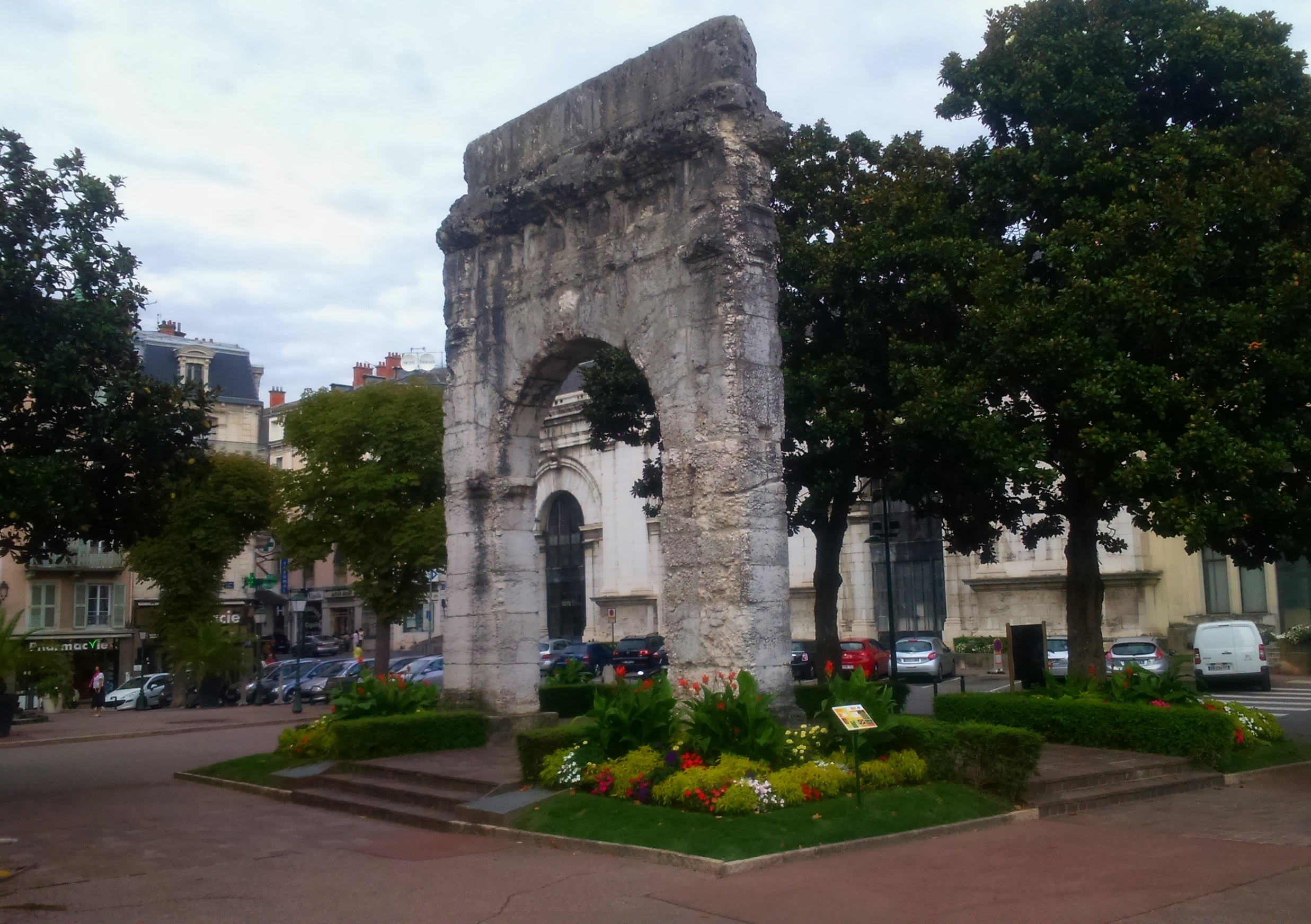
Vue de trois quarts.
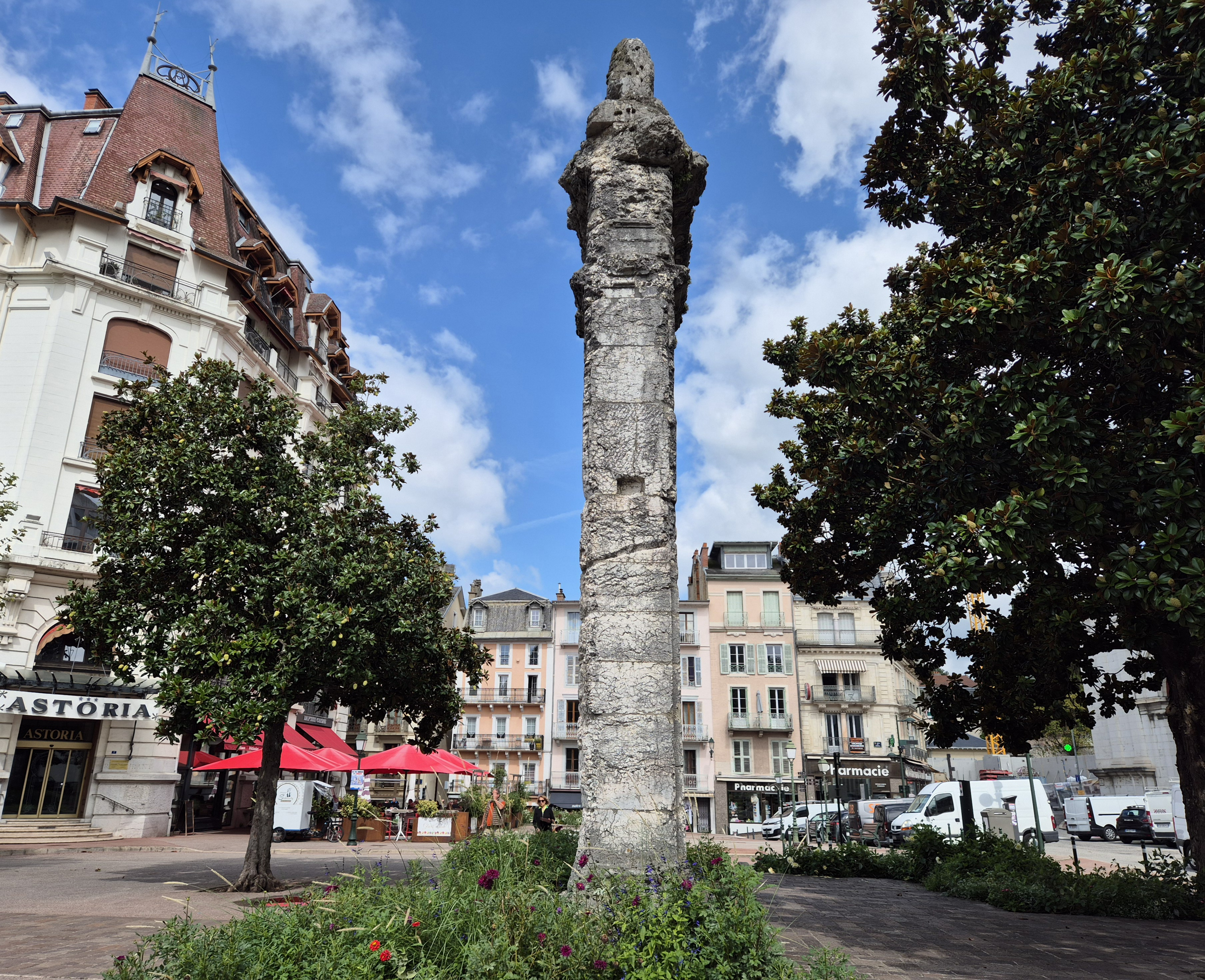
Vue de profil.

### Épigraphie
Sur la façade ouest sont gravés les noms de Lucius Pompeius Campanus, dédicant de l'arc, et de ses ascendants sur deux générations, mais tous ne sont pas généalogiquement identifiés. Six de ces inscriptions sont gravées sur l'attique, mais seules quatre sont totalement ou partiellement déchiffrables. L'architrave porte huit cartouches, au-dessous des huit niches, mais sans lien direct avec elles. Plus bas, la dédicace de l'arc est gravée en plus gros caractères de part et d'autre de l'ouverture du monument. L'état de conservation des inscriptions gravées sur les deux registres supérieurs fait que leur interprétation est périodiquement revue et que les liens entre tous les personnages mentionnés ne peuvent être établis avec certitude.
Aucune source ne permet d'en apprendre davantage sur Lucius Pompeius Campanus (dates précises de vie et de mort, rang social, fonction…), dont le cognomen a donné son nom au monument.
- Sur l'attique : À Lucius Pompeius Campanus, fils de Caius, son grand-père paternel - À Catia Secundina, sa grand-mère paternelle - À Pompeia Maxima, sa sœur - À Pompeius Campanus, le frère - ? - ?
- Sur l'architrave :  À Decimus Valerius Gratus - À Caius Sentius Agricola [son oncle ?] - À Pompeia Secundina, fille de Lucius, sa tante paternelle - À Caius Pompeius Justus, son frère et à leurs parents - À Voluntilia Censa, fille de Caius, grand-mère maternelle - À Caius Sentius lustus, grand-père maternel - À Titus Cannutius Atticus Perpessus - À Lucius Pompeius Campanus, fils de Campanus et de Sentia.
- Sous l'architrave : Lucius Pompeius Campanus a fait (ce monument) de son vivant.

Traduction des inscriptions relevées sur l'arc,.

La plus ancienne génération mentionnée sur l'attique est celle des grands-parents paternels du dédicant, d'un frère et d'une sœur du grand-père dont la dédicace est incomplète. Deux cartouches ne sont plus lisibles ; ils pourraient être consacrés aux parents du dédicant.
Sur l'architrave, Decimus Valerius Gratus et Caius Sentius Agricola pourraient avoir été les époux successifs de Pompeia Secundina. Les parents du dédicant ne semblent cités qu'indirectement par leur gentilice dans l'inscription consacrée à Lucius Pompeius Campanus lui-même. Le surnom « Atticus » attribué à Titus Cannutius évoque d'éventuels ancêtres hellénophones de la famille Pompeii, peut-être des affranchis.

## Fonction
Bien que cet arc comporte des inscriptions en l'honneur de la famille Pompeii — la glorification monumentale des élites et de leur famille est une nouveauté à cette époque —, la fonction du monument, comme celle du temple de Diane, reste incertaine ; les différentes propositions qui en sont faites sont directement liées au statut qu'archéologues et historiens envisagent pour l’établissement antique d'Aix-les-Bains dans son ensemble.

### Au sein d'une agglomération secondaire «urbaine»

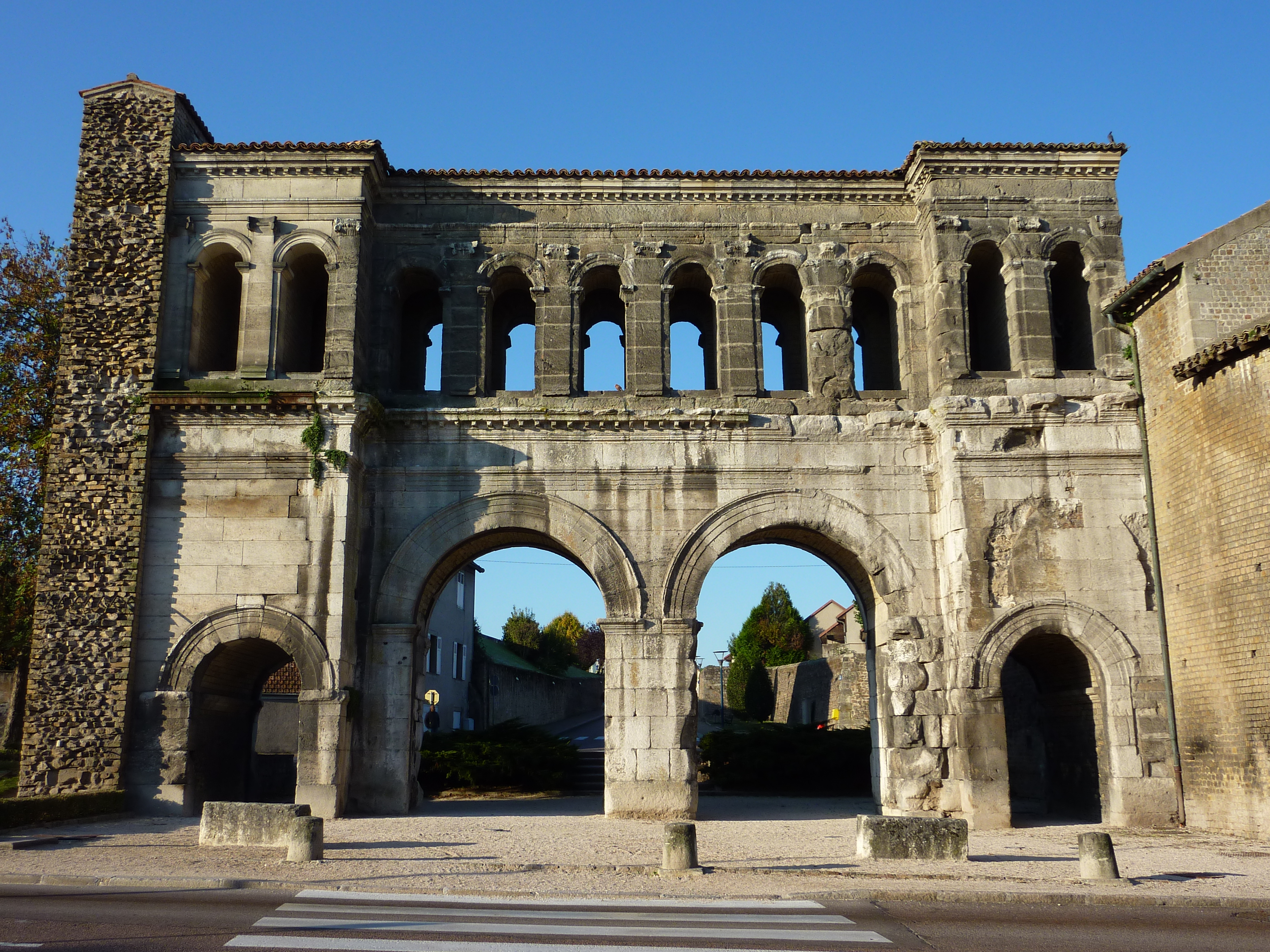
La porte Saint-André (Autun) et sa galerie supérieure.

Cité comme « tombeau » en 1939, envisagé comme arc funéraire au début des années 1980, le monument est pourtant éloigné de la nécropole romaine située à 300 m plus au nord ; d'autre part, un interdit religieux romain ne permet pas les sépultures dans l'enceinte des villes : les nécropoles sont reléguées à l'extérieur du pomerium. Si Aix-les-Bains est considérée comme une agglomération secondaire dont l'arc et le temple constituent tout ou partie du centre monumental, l'hypothèse d'un monument funéraire perd beaucoup de sa vraisemblance puisqu'il ne peut se situer dans le périmètre de la ville. Cette incohérence avait d'ailleurs été mentionnée très tôt par Albanis Beaumont (1753-1811).
En revanche, l'arc est disposé de manière à offrir une perspective en direction des thermes, et une voie dallée passait sous son arche : l'hypothèse d'une porte urbaine matérialisant le passage du secteur des thermes (hors la ville) à celui du temple (dans la ville) est plus probable, ; cette proposition tient en outre compte de la présence des niches au niveau de l'architrave, figurant les baies de la galerie supérieure d'une porte. De plus, les thermes à l'issue de leur réaménagement, le temple et l'arc sont contemporains, ce qui confère une unité à l'ensemble. Enfin, les inscriptions, compte tenu de l'orientation de l'arc, sont destinées à être vues lorsque l’on se dirige vers les thermes en venant du temple.

### Dans le cadre d'un bourg «rural»

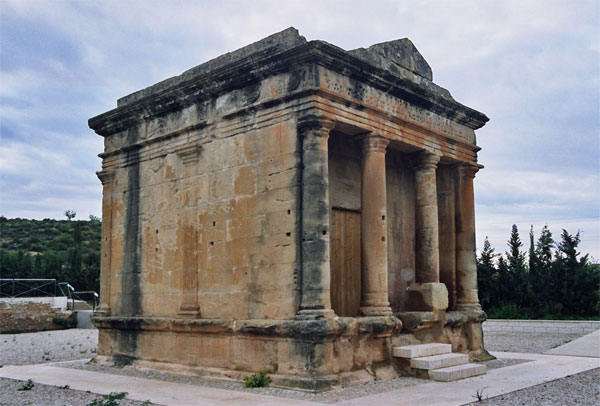
Le mausolée de Fabara.

Plus récemment, la relecture de l'épigraphie du site, le réexamen de ses vestiges et les avancées consécutives aux fouilles du parking de l'hôtel de ville permettent d'échafauder une nouvelle théorie. Aix-les-Bains serait avant tout un bourg rural sans trame de circulation bien structurée, lié à des activités agropastorales et près duquel se serait développé un sanctuaire de cures ; il n'est pas possible de préciser si le sanctuaire thermal a suivi ou précédé, dans le temps, le développement du bourg. L'emplacement de ce dernier, qui ne se situerait sans doute pas sous le centre-ville actuel, n'est pas connu, sans doute en raison de l'insuffisance des fouilles et reste à trouver ; la nécropole de l'époque impériale découverte quelques centaines de mètres plus au nord pourrait toutefois en marquer l'une des limites.
Dans ce cas, l'interdit relatif aux sépultures au cœur des villes ne joue plus pour l'arc qui retrouve sa fonction de monument funéraire en-dehors des limites du bourg, à l'image des arcs qui marquent les extrémités du pont Flavien à Saint-Chamas (Bouches-du-Rhône). Dans le même temps, le temple de Diane est interprété comme un mausolée-temple (à l'image du mausolée de Lanuéjols en Lozère ou de celui de Fabara en Espagne) qui abrite les sépultures de notables. Les deux monuments aixois sont élevés en l'honneur de deux familles marquantes de l'aristocratie locale, les Pompeii (arc) et les Titii (temple), fréquentant de manière régulière les thermes ou étant impliquées dans leur exploitation.